# Miguel Trillo
El Coronel Miguel Trillo (Chihuahua, 1883-Parral, 1923) fue un militar mexicano con idealismo villista que participó en la Revolución mexicana. Nació en la ciudad de Chihuahua en 1883. Fue hijo de don Paulino Trillo Ponce y de Doña Luisa Ortegón Ferrales.Hizo estudios en el instituto científico y literario de chihuahua.

## Revolucionario
Siendo agricultor, se incorporó con las fuerzas constitucionalistas en la lucha contra Victoriano Huerta, a las órdenes de Francisco Villa, de quien llegó a ser secretario particular, y su mano derecha. Habiendo alcanzado el grado de coronel.

## Asesinato de Villa
El 20 de julio de 1923, en el poblado de Parral, Chihuahua., al dirigirse a la celebración de un bautizo a bordo de un vehículo Dodge, que conducía el coronel Miguel Trillo , acompañado por el general Francisco Villa, al dar la vuelta en la esquina de Av. Juárez, nueve hombres dispararon hacia su carro, sin que su escolta lograra repeler la agresión. En este atentado murió el general Francisco Villa así como Miguel Trillo.